# Anton Tunega
Anton Tunega (7. srpna 1925, Dolné Motešice – 20. února 1951, Bratislava) byl slovenský protikomunistický bojovník a člen odbojové skupiny Biela légia, který byl začátkem 50. let 20. století v politickém procesu odsouzen k trestu smrti a popraven.

## Život
Anton Tunega pocházel z rodiny penzionovaného četníka Michala Tunegy a jeho ženy Emílie, která byla ženou v domácnosti. Pět tříd základní školy vychodil v Dolních Motešicích. První čtyři roky gymnázia navštěvoval v Nitře, pátou v Bratislavě, a když se v roce 1940 rodina Tunegových přestěhovala do Trenčína, Anton se vrátil domů a závěrečné dva roky studoval v Trenčíně, kde i maturoval.
Na vysokoškolská studia odešel do Bratislavy, přihlásil se na techniku. Jako vysokoškolák navštěvoval krátký zpravodajský kurz, který organizovala Hlinkova mládež. Nelze jej však označit za exponenta Slovenského štátu a jeho režimu. Nespokojen s nastupujícím komunistickým režimem se přidal k Štefanu Chalmovskému z Topoľčan. Šlo o zárodek protikomunistického odboje. V letácích vyjádřili jednoznačné odsouzení nacismu i komunismu.
Po likvidaci skupiny Štefana Chalmovského tehdejší Štátnou bezpečnosťou v prosinci 1945 unikl Tunega před zatčením tím, že se ukrýval. Po „Vítězném únoru“ v roce 1948 patřil Anton Tunega k lidem, kteří se s novou situací nechtěli smířit. Společně s přáteli připravoval přechody politicky ohrožených lidí do Rakouska, pomáhal organizovat skupinu, která by pracovala efektivněji. Začal s nepravidelným ilegálním vysíláním do zahraničí o situaci na Slovensku. Skupina se později stala známou jako Biela légia. I přes přísnou konspiraci se na skupinu napojil agent vojenského obranného zpravodajství Ján Divinec a 7. ledna 1949 byl Tunega zajištěn.
Senát Státního soudu v Bratislavě za předsednictví Ladislava Breuera 21. května 1949 odsoudil Antona Tunegu, Alberta Púčika a Eduarda Tesára k doživotnímu vězení. Po soudu byl Anton Tunega odvezen do leopoldovské věznice. Ve vězení pracoval, lepil papírové sáčky a ve volném čase studoval angličtinu. Prokurátor Anton Rašla se proti rozsudku odvolal a věc se dostala k Nejvyššímu soudu. Bezpečnostní pětka Krajského výboru Komunistické strany Slovenska v Bratislavě žádala změnu rozsudků z doživotí na trest smrti. Nejvyšší soud s předsedou Eugenem Wagnerem 16. září 1950 změnil rozsudek bratislavského státního soudu na trest smrti.

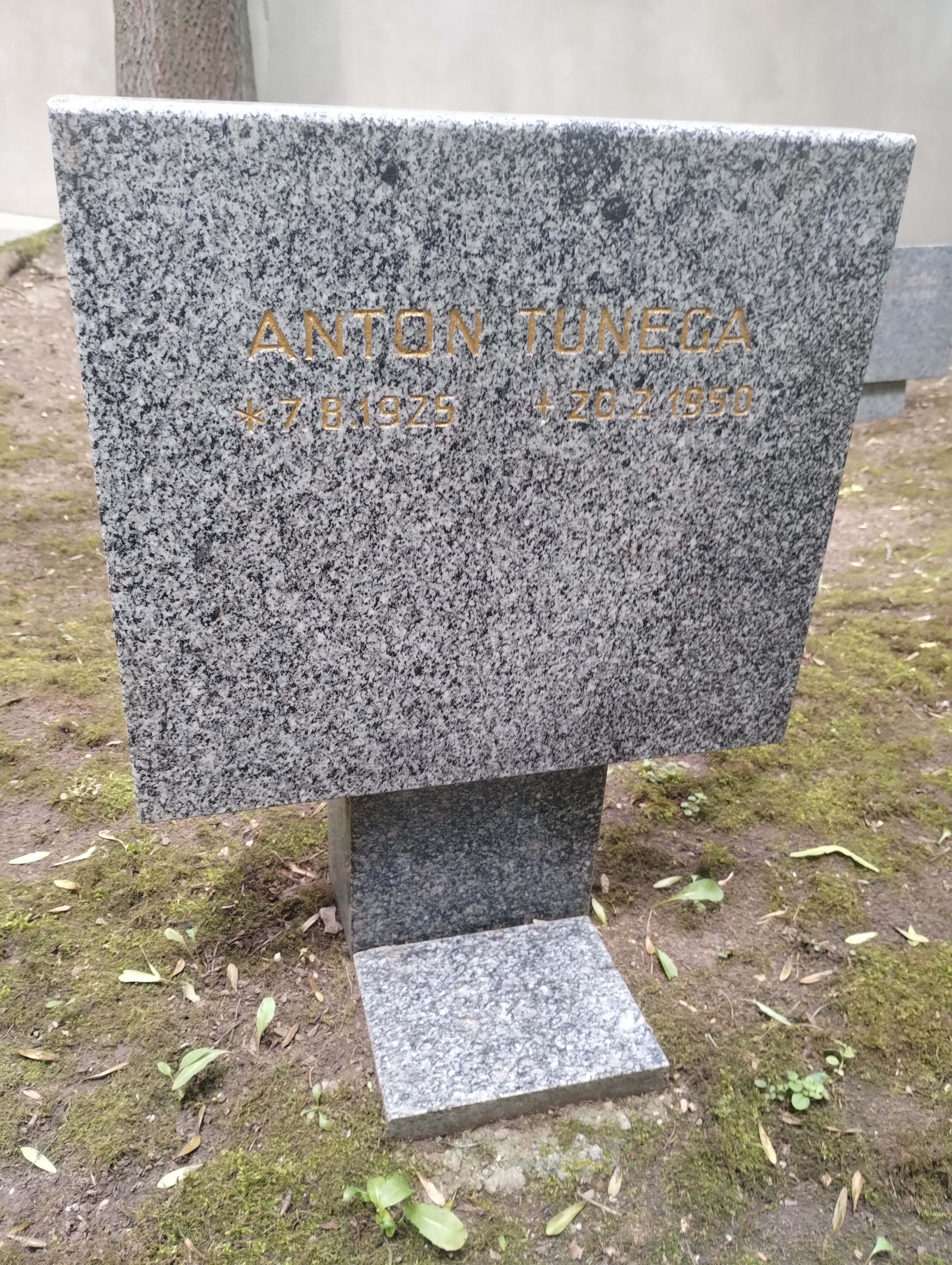
Symbolický náhrobek A. Tunegy na Čestném pohřebišti v Ďáblicích

Proces s A. Púčikem, A. Tunegou a E. Tesárem patří k nejdůležitějším politickým procesům na Slovensku a vůbec v celém bývalém Československu. Dokumentuje to počet tří vykonaných trestů smrti, celkový počet 62 obžalovaných a 48 odsouzených osob, ale i dopad na protikomunistický odboj doma i v zahraničí. V době mezinárodní i domácí plošné ofenzivy komunismu od podzimu 1947 ve spojení s Jozefem Vicenem usilovali o vytvoření sítě, která by získávala zpravodajské poznatky a tím pomohla odhalit skutečné cíle, záměry a praktiky komunistické strany. Skutečná hodnota získaných informací byla celkově nízká, ale později, během vyšetřování a soudního jednání, byla cíleně zveličována. Navíc nešlo o zpravodajství kvůli materiálním výhodám, za peníze, ale z idealismu.
Rodiče Antona Tunegy požádali o milost a žádost adresovali manželce prezidenta Klementa Gottwalda Martě. Žádná odpověď však nepřišla. Anton Tunega byl popraven 20. února 1951 v bratislavské věznici. Milované rodině vzkázal: „Neplačte za mnou, umieram za spravodlivú vec.“